# 任露泉
任露泉（1944年1月—），中国仿生学与工程学家。吉林大学教授。生于江苏铜山，原籍江苏铜山。1967年毕业于吉林大学，1981年在吉林工业大学获工学硕士学位。现任吉林大学学术委员会副主任。2007年当选中国科学院院士。